# 2026-os magyarországi országgyűlési választás

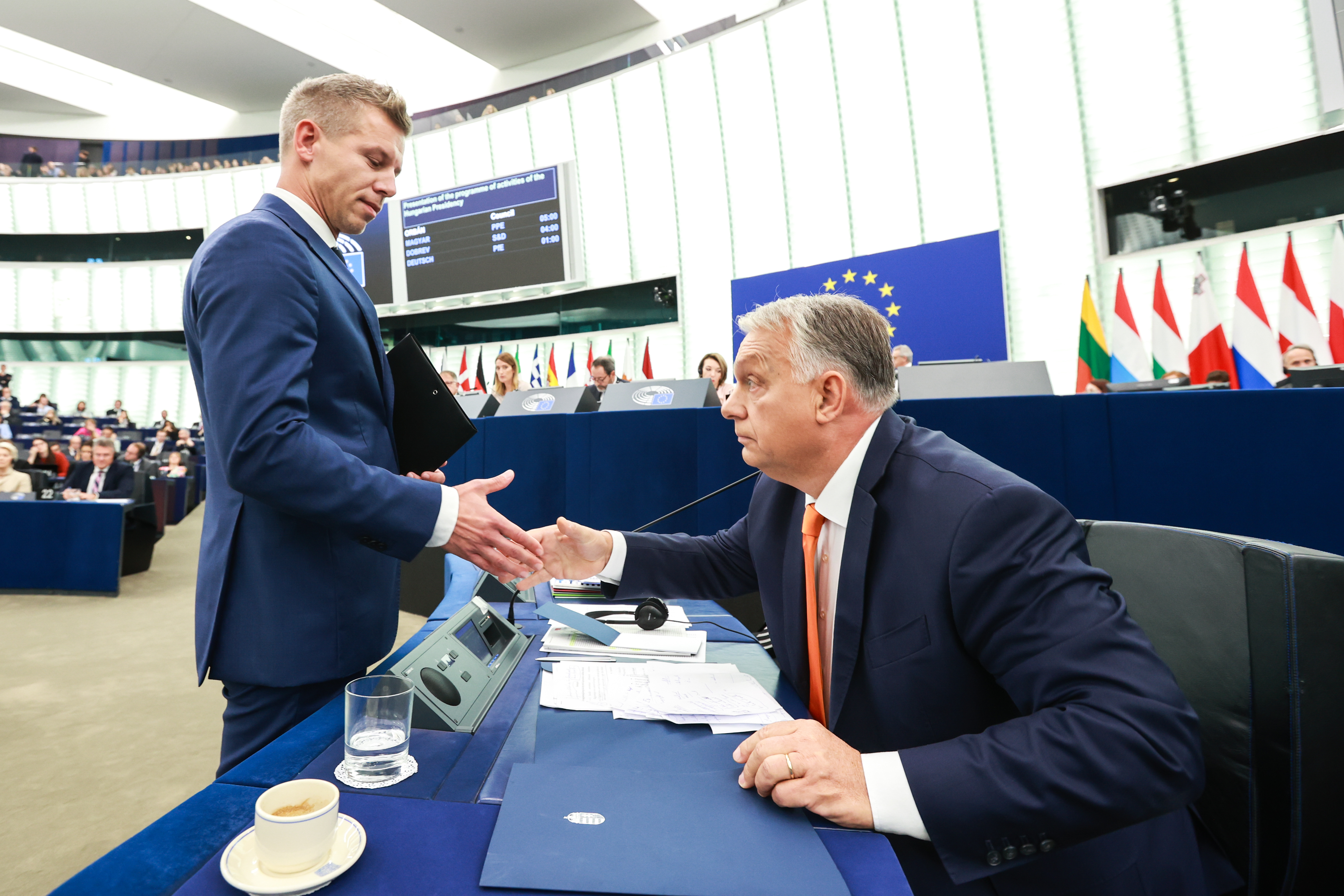
Magyar Péter és Orbán Viktor az Európai Parlamentben

A 2026-os magyarországi országgyűlési választás a rendszerváltás óta eltelt időszak tizedik általános parlamenti választása lesz Magyarországon 2026-ban.

## Választási rendszer

### A választás időpontja
A választásra Magyarország alaptörvénye szerint az előző Országgyűlés megválasztását követő negyedik év április vagy május havában kerül sor. A konkrét időpontot a köztársasági elnök tűzi ki, legalább 72 nappal a voksolás megrendezése előtt. A szavazás napja nem eshet nemzeti ünnepre vagy munkaszüneti napra (pl. május 1-re), illetve azok előtti vagy azok utáni napokra sem, nem lehet húsvétvasárnap és pünkösdvasárnap. A magyar választásokat vasárnapi napokon kell tartani.
2024. december 31-én jelent meg Kovács Gergely, a Magyar Kétfarkú Kutya Párt (MKKP) elnökének bejegyzése, melyben arról írt, elgondolkodtak a Fideszben egy előrehozott választáson. Ezt azzal támasztja alá, hogy a 2025-ös költségvetésbe betervezett a kormány 8.4 milliárd forintot országgyűlési választásokra. A Kormányzati Tájékoztatási Központ másnap cáfolta Kovács állítását. Még aznap, 2025. január 1-én újévi beszédében Magyar Péter, a legerősebb ellenzéki párt vezetője felszólította Orbán Viktor miniszterelnököt, hogy hozzák előre a választást. Két nappal később a Demokratikus Koalíció (DK) kezdeményezte az Országgyűlés feloszlatását, amit március 4-én a fideszes többségű Igazságügyi Bizottság leszavazott.

### A választási rendszer
Magyarországon az országgyűlési képviselők választását a 2011. évi CCIII. törvény szabályozza. A választás egyfordulós.
Az Országgyűlés létszáma 199, a választási rendszer vegyes többségi rendszerű: 106 képviselő egyéni választókerületben (OEVK) relatív többséggel kerül megválasztásra, 93 képviselő pedig párt-, illetve nemzetiségi listán kerül be a parlamentbe arányos rendszerben, kiegészítve a szavazatszámot a töredékszavazatokkal. Töredékszavazatok azok a szavazatok, melyek az egyéni kerületben nem értek mandátumot (vesztesek szavazatai), továbbá a nyertes „felesleges” szavazatai is ilyenek, melyekre nem volt szükség a győzelemhez. Azon jelöltek, akik függetlenként indultak, vagy egy olyan párt jelölte őket, amely nem állított országos listát, vagy állított, de nem érte el a parlamenti küszöböt, azoknak a szavazatai nem tudnak töredékszavazatként hasznosulni. Így ha egy ilyen jelölt győz, akkor a győzelemhez már nem szükséges, „felesleges” szavazatok elvesznek, míg ha veszít, akkor az összes rá adott szavazat elveszik.

### Egyéni képviselők választása
Egyéni választókerületi jelöltté váláshoz a választási törvények alapján 500 aláírást kell összegyűjteni. Egy választópolgár több jelöltet is ajánlhat.
Az egyéni választókerületek mindegyikében egy képviselőt választanak egyfordulós, egy X-es szavazással és az a jelölt lesz a képviselő, aki a legtöbb szavazatot kapja (relatív többségi szavazás).
A vesztes jelöltek, továbbá a győztes jelölt győzelemhez nem szükséges szavazatai töredékszavazatnak számítanak és hozzáadódnak a listás szavazáshoz.

### Listás mandátumok kiosztása
Országos listát az a párt állíthat, amelynek 71 választókerületben, de legalább 14 vármegyében és Budapesten van egyéni jelöltje. Nemzetiségi lista állításához a nemzetiségi névjegyzékben regisztrált választópolgárok 1%-ának, de legalább 1500 embernek az ajánlását kell összegyűjteni.
A nemzetiségi választópolgárok dönthetnek úgy, hogy nemzetiségük listájára szavaznak, ebben az esetben pártlistára nem szavazhatnak. A mandátumkiosztáskor a nemzetiségi listák szavazatait is figyelembe veszik. A magyarországi lakcímmel nem rendelkező, határon kívüli magyarok csak pártlistára szavazhatnak.
A mandátumok kiosztása:
1. össze kell adni a listás szavazatokat,
2. ha egy nemzetiség megszerezte az összes országos listás szavazat {\displaystyle /93/4} darabnyi szavazatot, kap egy kedvezményes mandátumot,
3. a megszerezhető listás mandátumok számából a nemzetiségek által megszerzett mandátumok számát le kell vonni,
4. a mandátumokat az 5%-ot elérő pártok (kettős listánál 10, hármas vagy többesnél 15%-ot) és az 5%-ot elérő nemzetiségek között kell kiosztani,
5. a pártok szavazataihoz a töredékszavazatokat hozzá kell adni, a nemzetiségek szavazataiból pedig a kedvezményes kvótát le kell vonni,
6. a mandátumokat táblázatos módszerrel (ún. D’Hondt-módszerrel) kell elosztani (táblázatot készítünk: első sor a szavazatok, második a szavazatok fele, harmadik a harmada, negyedik a negyede stb., a legnagyobb számokat „bekarikázzák”, minden párt annyi mandátumot kap, ahány „karika” van az oszlopában).

Azok a nemzetiségek, amelyek nem jutottak mandátumhoz, egy nemzetiségi szószólót (a lista első helyezettje) küldhetnek az országgyűlésbe. A szószólót az országgyűlési képviselőkkel azonos jogok illetik meg, leszámítva, hogy nem szavazhat a parlament döntéseikor.
A választási rendszerben a lista zárt listás, a listás jelöltek pártok által kialakított sorrendjén a választók nem tudnak preferenciaszavazatokkal módosítani.

## Jelöltek

### Indulási szándékukat bejelentett pártok
- Fidesz–KDNP Szövetség (Fidesz–KDNP)[1]
- Tisztelet és Szabadság Párt (TISZA)[13]
- Mi Hazánk Mozgalom (Mi Hazánk)[14]
- Második Reformkor Párt (2RK)[15]
- Demokratikus Koalíció (DK)[16]
- Magyar Munkáspárt (Munkáspárt)[17]
- Magyar Szocialista Párt (MSZP)[18]
- Magyar Kétfarkú Kutya Párt (MKKP)[19]
- Jobbik Magyarországért Mozgalom (Jobbik)[20]
- Magyarországi Szociáldemokrata Párt (MSZDP)[21]
- Párbeszéd – A Zöldek Pártja (Párbeszéd)[22]
- IRÁNY – a Jövő Pártja (IRÁNY)[23]

### Összesítő ábra

### Egyéni választókerületi jelöltek
| Az országos listát állító pártok és pártszövetségek egyéni választókerületi jelöltjei. A nyertes képviselők vastag betűvel vannak jelölve. | Az országos listát állító pártok és pártszövetségek egyéni választókerületi jelöltjei. A nyertes képviselők vastag betűvel vannak jelölve. | Az országos listát állító pártok és pártszövetségek egyéni választókerületi jelöltjei. A nyertes képviselők vastag betűvel vannak jelölve. | Az országos listát állító pártok és pártszövetségek egyéni választókerületi jelöltjei. A nyertes képviselők vastag betűvel vannak jelölve. | Az országos listát állító pártok és pártszövetségek egyéni választókerületi jelöltjei. A nyertes képviselők vastag betűvel vannak jelölve. | Az országos listát állító pártok és pártszövetségek egyéni választókerületi jelöltjei. A nyertes képviselők vastag betűvel vannak jelölve. | Az országos listát állító pártok és pártszövetségek egyéni választókerületi jelöltjei. A nyertes képviselők vastag betűvel vannak jelölve. | Az országos listát állító pártok és pártszövetségek egyéni választókerületi jelöltjei. A nyertes képviselők vastag betűvel vannak jelölve. |
| Választókerület | Fidesz–KDNP | TISZA | Mi Hazánk | MKKP | DK | Jobbik | 2RK |
| --- | --- | --- | --- | --- | --- | --- | --- |
| Budapest 1. (I–V–VI–VII–XI–XII. kerület)                                                                                                   | Szentgyörgyvölgyi Péter | | Nagy Attila | | Herfort Marietta | Brenner Koloman | |
| Budapest 2. (V–VIII–IX. kerület) | Ferencz Orsolya | | Kvacskay Károly | | | Szilágyi Zsolt | |
| Budapest 3. (XI–XII. kerület) | Steiner Attila | Magyar Péter | Grundtner András | | Gréczy Zsolt | | |
| Budapest 4. (II–III. kerület) | Fülöp Attila | | Binder Csaba | | Hegyesi Beáta | Szanyó Miklós | |
| Budapest 5. (VI–XIII. kerület) | Kovács Balázs Norbert | | Popély Gyula | | | | |
| Budapest 6. (VII–VIII–XIV–XV. kerület) | Borbély Ádám | | Pércsi Viktória | | Komáromi Zoltán | | |
| Budapest 7. (VIII–X–XVI. kerület) | D. Kovács Róbert Antal | | Czeglédi János | | Arató Gergely | Bólya Richárd | |
| Budapest 8. (IX–XVIII–XIX. kerület) | Tarnai Richárd | | Fekete György | | Ternyák András | Molnár Miklós | |
| Budapest 9. (IX–XI–XX–XXI. kerület) | Király Nóra | | Csík Erzsébet | | Vadai Attila | Dániel András | |
| Budapest 10. (XI–XXII. kerület) | Kocsondi Márk | | Novák Előd | | Molnár Gyula | Staudt Máté | |
| Budapest 11. (III. kerület) | Gyepes Ádám | | Marosvölgyi Anna | | Nagy Richárd György | Z. Kárpát Dániel | |
| Budapest 12. (IV–XIII. kerület) | Zsigmond Barna Pál | | Balog Csaba | Nagy Dávid | Varju László | | |
| Budapest 13.(IV–XV. kerület) | Németh Balázs | | Bartal András | | Barkóczi Balázs | Gyenes Géza | |
| Budapest 14. (X–XVI–XVIII. kerület) | Szatmáry Kristóf | | Zsidró László | | Kocsis-Cake Olivio | | |
| Budapest 15. (XVII–XVIII. kerület) | Dunai Mónika | | Somogyiné Hatvani Zsuzsanna | | Gy. Németh Erzsébet | | Szilvási Andrásné |
| Budapest 16. (XVIII–XX–XXIII. kerület) | Földesi Gyula | | Kovács Attila | | Bányai Amir Attila | Rovó László Attila | |
| Bács-Kiskun 1. (Kecskemét) | Salacz László | | András Károly | | | | Fehér János Zoltán |
| Bács-Kiskun 2. (Kecskemét) | Szeberényi Gyula Tamás | | Hódi Zuszsanna | | | | Hajdú Zoltán |
| Bács-Kiskun 3. (Kalocsa) | Font Sándor | | Szabó Patrik | | Kókai Katalin | Hornyák Zsolt | |
| Bács-Kiskun 4. (Kiskunfélegyháza) | Lezsák Sándor | | Endre Béla | | | Kollár László | |
| Bács-Kiskun 5. (Kiskunhalas) | Bányai Gábor | | Szabadi István | | Nagy Szabolcs | | |
| Bács-Kiskun 6. (Baja) | Vedelek Norbert | | Éberling Balázs | | Székely Dániel | | |
| Baranya 1. (Pécs) | Őri László | | Varga Tamás | | Auth István | | |
| Baranya 2. (Pécs) | Hoppál Péter | | Sándor Zoltán | | Dénes István | | |
| Baranya 3. (Mohács) | Hargitai János | | Ipacs Sándor | | Páger Ferenc | | |
| Baranya 4. (Szigetvár) | Nagy Csaba | | Ács József | | Szarkándiné Jerszi Katalin | | |
| Békés 1. (Békéscsaba) | Takács Árpád | | Gyebnár Dávid | | Fülöp Zoltán | | Burány Árpád |
| Békés 2. (Békés) | Dankó Béla | | Földesi Mihály | | | | |
| Békés 3. (Gyula) | Kónya István | | Vidó Attila | | Molnár Gábor | | Szabó Attila István |
| Békés 4. (Orosháza) | Erdős Norbert | | Schultz Gábor | | | | |
| Borsod-Abaúj-Zemplén 1. (Miskolc) | Csöbör Katalin | | Miklós Árpád Ferenc | | | | |
| Borsod-Abaúj-Zemplén 2. (Miskolc) | Hollósy András | | Pakusza Zoltán | | | | |
| Borsod-Abaúj-Zemplén 3. (Ózd) | Csuzda Gábor | | Varga Balázs | | Csák Árpád | | |
| Borsod-Abaúj-Zemplén 4. (Kazincbarcika) | Demeter Zoltán | | Fiszter Zsuzsanna | | Varga Gergő | | |
| Borsod-Abaúj-Zemplén 5. (Sátoraljaújhely)                                                                                                  | Bánné Gál Boglárka | | Pasztorniczky István | | Hausel Imre | | |
| Borsod-Abaúj-Zemplén 6. (Tiszaújváros) | Koncz Zsófia | | Nyitrai Attila | | | | |
| Borsod-Abaúj-Zemplén 7. (Mezőkövesd) | Tállai András | | Szajlai János | | Sermer Ádám | | |
| Csongrád-Csanád 1. (Szeged) | Farkas Levente | | Timár Tamás | | Molnár Zoltán | | |
| Csongrád-Csanád 2. (Szeged) | Mihálffy Béla | | Toroczkai László | | Jávorszky Iván | | |
| Csongrád-Csanád 3. (Szentes) | Szabó István | | Laczkó Zsolt | | Varga Ferenc | | |
| Csongrád-Csanád 4. (Hódmezővásárhely) | Czirbus Gábor | | Veres Csaba | | Mucsi Tamás | | |
| Fejér 1. (Székesfehérvár) | Vargha Tamás | | Végh Annamária | | Földi Judit | | |
| Fejér 2. (Székesfehérvár) | Törő Gábor | | Schmidt Roland | | Strasszer József | | |
| Fejér 3. (Bicske) | Tessely Zoltán | | Som Tamás | | Kertész Éva | | |
| Fejér 4. (Dunaújváros) | Molnár Krisztián | | Adamasky Lőrinc | | Szabó Zsolt | | Sarokné Varga Anna |
| Fejér 5. (Sárbogárd) | Varga Gábor | | Gieber Lajos | | Mezei Zsolt | | |
| Győr-Moson-Sopron 1. (Győr) | Görbicz Anita | | Koródi István | | | | Tóth Gábor |
| Győr-Moson-Sopron 2. (Győr) | Fekete Dávid | | Pócs Miklós | | Orbán Adrien | | |
| Győr-Moson-Sopron 3. (Csorna) | Gyopáros Alpár | | Szilágyi József | | Szabó Zoltán | | |
| Győr-Moson-Sopron 4. (Sopron) | Molnár Ágnes | | Pisák István | | Simon Zoltán | Rátkovics Roland Zsolt | |
| Győr-Moson-Sopron 5. (Mosonmagyaróvár) | Nagy István | | Csoma Krisztián | | Nyitrai László | | |
| Hajdú-Bihar 1. (Debrecen) | Széles Diána | | Salánkiné Kuti Zsuzsanna | | Varga Zoltán | | |
| Hajdú-Bihar 2. (Debrecen) | Pósán László | | Vörös János | | Vaszkó Imre | | |
| Hajdú-Bihar 3. (Debrecen) | Antal Szabolcs | | Hunyadi Máté | | Szörényi Károly | | |
| Hajdú-Bihar 4. (Berettyóújfalu) | Vitányi István | | Menyhárt Gabriella | | Tonzor Péter | | |
| Hajdú-Bihar 5. (Hajdúszoboszló) | Bodó Sándor | | Sass Bulcsú | | | | |
| Hajdú-Bihar 6. (Hajdúböszörmény) | Papp Zsolt György | | Nagy Zoltán | | Csige Tamás | | |
| Heves 1. (Eger) | Pajtók Gábor | | Pápai Ákos | | Balla Péter | | |
| Heves 2. (Gyöngyös) | Horváth László | | Polyák Katalin | | Varga János | Dudás Róbert | Vona Gábor |
| Heves 3. (Hatvan) | Szabó Zsolt | | Gregus Renáta | | Nagy Tibor Balázs | | Oláh Róbert |
| Jász-Nagykun-Szolnok 1. (Szolnok) | Szalay Ferenc | | Kapás Roland | | Mészáros Dávid | | |
| Jász-Nagykun-Szolnok 2. (Jászberény) | Pócs János | | Kassab Adonis | | Urbán Imre | Turóczi György | |
| Jász-Nagykun-Szolnok 3. (Karcag) | F. Kovács Sándor | | Somlay Róbert | | | | |
| Jász-Nagykun-Szolnok 4. (Törökszentmiklós)                                                                                                 | Herceg Zsolt | | Szabó Bettina | | Szegedi János Attila | Révi Attila | |
| Komárom-Esztergom 1. (Tatabánya) | Bencsik János | | Boda Bánk | | Vadai Ágnes | | |
| Komárom-Esztergom 2. (Esztergom) | Erős Gábor | | Lantos János | | Fizel József | | |
| Komárom-Esztergom 3. (Komárom) | Czunyiné Bertalan Judit | | Ábrahám Barnabás | | Salkovics Róbert | | |
| Nógrád 1. (Salgótarján) | Becsó Zsolt | | Bajnok Gyula | | | | |
| Nógrád 2. (Balassagyarmat) | Balla Mihály | | Dócs Dávid | | | | |
| Pest 1. (Érd) | Kardosné Gyurkó Katalin | | Szalai Timea | | Gyekiczki Márton | Kocsner János | |
| Pest 2. (Budaörs) | Czuczor Gergely | | György József | | | | |
| Pest 3. (Pilisvörösvár) | Menczer Tamás | | Borvendég Zsuzsanna | | Vasvári Péter Lajos | Deák Balázs | |
| Pest 4. (Szentendre) | Vitályos Eszter | | Pál Béla | | Kálmán Olga | | |
| Pest 5. (Dunakeszi) | Tuzson Bence | | Bognár László | | Rónai Sándor | Böjte Zita | |
| Pest 6. (Gödöllő) | Hankó Balázs | | Regős Balázs | | Karsai Zsuzsa | | Pekárné Farkas Emese |
| Pest 7. (Isaszeg) | Katus Norbert | | Orosz Patrik | | Nemes Gábor | | |
| Pest 8. (Vecsés) | Szűcs Lajos | | Kisberk Szabolcs | | Hanek Gábor | | |
| Pest 9. (Ráckeve) | Bóna Zoltán | | Tassi Róbert | | Jószai Teodóra | | |
| Pest 10. (Szigetszentmiklós) | Vántsa Botond | | Botló Kornél | | Kocsis Éva | | |
| Pest 11. (Vác) | Rétvári Bence | | Páli Jenő | | Juhász Béla | | |
| Pest 12. (Monor) | Pogácsás Tibor | | Lendvay Endre | | Magdics Mónika | Vincze Miklós | |
| Pest 13. (Dabas) | Feldman László | | László Attila | | Magdics Máté | | |
| Pest 14. (Cegléd) | Andó Gábor | | Bartha Barna | | Kökény Gábor Kálmán | | Andó Pál |
| Somogy 1. (Kaposvár) | Gelencsér Attila | | Erdélyi Ákos | | Molnár Péter | | Horváth Ádám |
| Somogy 2. (Barcs) | Kelei Zita | | Halászné Hunyadi Gyöngyi | | Remes Gábor | Ander Balázs | |
| Somogy 3. (Marcali) | Móring József Attila | | Jozó Tamás | | Németh Helga | | |
| Somogy 4. (Siófok) | Witzmann Mihály | | Papp Karuly Barnabás | | | | |
| Szabolcs-Szatmár-Bereg 1. (Nyíregyháza) | Szabó Tünde | | Kovács Koppány Zoltán | | | Sztankó Éva | |
| Szabolcs-Szatmár-Bereg 2. (Nyíregyháza) | Vinnai Győző | | Bakó József István | | | Gyüre Csaba | |
| Szabolcs-Szatmár-Bereg 3. (Kisvárda) | Seszták Miklós | | Fekete Béla | | Sárosy Zoltán | | |
| Szabolcs-Szatmár-Bereg 4. (Vásárosnamény)                                                                                                  | Tilki Attila | | Radvánszki Ágnes | | Borbély Anett | Adorján Béla | |
| Szabolcs-Szatmár-Bereg 5. (Mátészalka) | Kovács Sándor | | Apáti István | | | | |
| Szabolcs-Szatmár-Bereg 6. (Nyírbátor) | Simon Miklós | | Paré Attila | | | | |
| Tolna 1. (Szekszárd) | Horváth István | | Bakó Norbert | | | | Ratting Fanni |
| Tolna 2. (Dombóvár) | Csibi Krisztina | | Dúró Dóra | | Takács László | | |
| Tolna 3. (Paks) | Süli János | | Janecska Zoltán | | | | |
| Vas 1. (Szombathely) | Vámos Zoltán | | Danka Lajos | | | | Bősze Attila |
| Vas 2. (Sárvár) | Ágh Péter | | Dala Ferenc | | Deák Gabor | | |
| Vas 3. (Körmend) | V. Németh Zsolt | | Takács Imre Ferenc | | Ludván Zsolt László | | |
| Veszprém 1. (Veszprém) | Ovádi Péter | | László Péter | | Hrabovszki László | | |
| Veszprém 2. (Balatonfüred) | Kontrát Károly | | Szabó Miklós | | Paál Géza | | |
| Veszprém 3. (Tapolca) | Navracsics Tibor | | Gergelics Ádám | | Bakk István | | |
| Veszprém 4. (Pápa) | Kiss Gábor Szabolcs | | Takács Máté | | Molnár Bálint | | |
| Zala 1. (Zalaegerszeg) | Vigh László | | Farkas Attila | | Papp Zoltán | | |
| Zala 2. (Keszthely) | Nagy Bálint | | Kiss Ferenc | | Liszkai Erzsébet | | |
| Zala 3. (Nagykanizsa) | Cseresnyés Péter | | Matyijcsik Sándor | | Bodó László | | |
| Összesen | | | | | | | |

### Országos listák
| Párt     | Fidesz–KDNP | TISZA           | Mi Hazánk       | MKKP                | DK                                                                                  |                 |
| -------- | ----------- | --------------- | --------------- | ------------------- | ----------------------------------------------------------------------------------- | --------------- |
| Párt     | Jelöltek    | 1. Orbán Viktor | 1. Magyar Péter | 1. Toroczkai László | 1. Nagy Dávid 2. Neulinger Ágnes 3. Sándor Balázs 4. Szin Richárd 5. Pásztor Eszter | 1. Dobrev Klára |
| Összesen |             |                 |                 |                     |                                                                                     |                 |

## Közvélemény-kutatások

### Kutatások
| Felmérés ideje                          | Kutatás                                                                            |                                                                                    |                                                                                    |                                                                                    |                                                                                    |                                                                                    |                                                                                    |                                                                                    |                                                                                    |                                                                                    |                                                                                    |                                                                                    | 2RK                                                                                | Előny                                                                              | Forrás                                                                             |
| Felmérés ideje                          | Kutatás                                                                            | %                                                                                  | %                                                                                  | %                                                                                  | %                                                                                  | %                                                                                  | %                                                                                  | %                                                                                  | %                                                                                  | %                                                                                  | %                                                                                  | %                                                                                  | %                                                                                  | %                                                                                  | Forrás                                                                             |
| --------------------------------------- | ---------------------------------------------------------------------------------- | ---------------------------------------------------------------------------------- | ---------------------------------------------------------------------------------- | ---------------------------------------------------------------------------------- | ---------------------------------------------------------------------------------- | ---------------------------------------------------------------------------------- | ---------------------------------------------------------------------------------- | ---------------------------------------------------------------------------------- | ---------------------------------------------------------------------------------- | ---------------------------------------------------------------------------------- | ---------------------------------------------------------------------------------- | ---------------------------------------------------------------------------------- | ---------------------------------------------------------------------------------- | ---------------------------------------------------------------------------------- | ---------------------------------------------------------------------------------- |
| 2025. július 31. – augusztus 7.         | IDEA                                                                               | 39                                                                                 | 46                                                                                 | 5                                                                                  | 0                                                                                  | 0                                                                                  | 1                                                                                  | 0                                                                                  | 4                                                                                  | 3                                                                                  | 0                                                                                  |                                                                                    | 1                                                                                  | 7                                                                                  | [ 104 ]                                                                            |
| 2025. augusztus                         | Publicus                                                                           | 36                                                                                 | 46                                                                                 | 8                                                                                  | 1                                                                                  | 0                                                                                  |                                                                                    | 0                                                                                  | 6                                                                                  | 3                                                                                  | 0                                                                                  |                                                                                    | 0                                                                                  | 10                                                                                 | [ 105 ]                                                                            |
| 2025. július 23–29.                     | Republikon                                                                         | 34                                                                                 | 43                                                                                 | 6                                                                                  | 1                                                                                  | 0                                                                                  |                                                                                    | 0                                                                                  | 6                                                                                  | 5                                                                                  | 1                                                                                  |                                                                                    | 0                                                                                  | 9                                                                                  | [ 106 ]                                                                            |
| 2025. július 1–8.                       | Republikon                                                                         | 33                                                                                 | 43                                                                                 | 6                                                                                  | 1                                                                                  | 1                                                                                  |                                                                                    | 1                                                                                  | 8                                                                                  | 4                                                                                  | 0                                                                                  |                                                                                    | 0                                                                                  | 10                                                                                 | [ 107 ]                                                                            |
| 2025. június 30. – július 1.            | Real-PR 93                                                                         | 47                                                                                 | 42                                                                                 | 4                                                                                  | 0                                                                                  | 0                                                                                  |                                                                                    | 0                                                                                  | 3                                                                                  | 3                                                                                  | 0                                                                                  |                                                                                    | 0                                                                                  | 5                                                                                  | [ 108 ]                                                                            |
| 2025. június 23–25.                     | Publicus                                                                           | 37                                                                                 | 44                                                                                 | 9                                                                                  | 1                                                                                  | 0                                                                                  |                                                                                    | 0                                                                                  | 5                                                                                  | 1                                                                                  | 0                                                                                  |                                                                                    | 0                                                                                  | 7                                                                                  | [ 109 ]                                                                            |
| 2025. június 24–27.                     | 21 Kutatóközpont                                                                   | 34                                                                                 | 52                                                                                 | 5                                                                                  | 0                                                                                  | 0                                                                                  |                                                                                    | 0                                                                                  | 6                                                                                  | 2                                                                                  | 0                                                                                  |                                                                                    | 0                                                                                  | 18                                                                                 | [ 110 ]                                                                            |
| 2025. június                            | Závecz Research                                                                    | 35                                                                                 | 46                                                                                 | 5                                                                                  | 0                                                                                  | 0                                                                                  |                                                                                    | 0                                                                                  | 7                                                                                  | –                                                                                  | 0                                                                                  |                                                                                    | 0                                                                                  | 11                                                                                 | [ 111 ]                                                                            |
| 2025. június 16–17.                     | Nézőpont                                                                           | 44                                                                                 | 39                                                                                 | 3                                                                                  | 0                                                                                  | 0                                                                                  |                                                                                    | 0                                                                                  | 7                                                                                  | 4                                                                                  | 0                                                                                  |                                                                                    | 0                                                                                  | 5                                                                                  | [ 112 ]                                                                            |
| 2025. június 3–7.                       | Medián                                                                             | 36                                                                                 | 51                                                                                 | 3                                                                                  | 0                                                                                  | 0                                                                                  |                                                                                    | 0                                                                                  | 5                                                                                  | 3                                                                                  | 0                                                                                  |                                                                                    | 0                                                                                  | 15                                                                                 | [ 113 ]                                                                            |
| 2025. június 7.                         | A Momentum Mozgalom bejelenti, hogy nem indul a 2026-os választásokon.             | A Momentum Mozgalom bejelenti, hogy nem indul a 2026-os választásokon.             | A Momentum Mozgalom bejelenti, hogy nem indul a 2026-os választásokon.             | A Momentum Mozgalom bejelenti, hogy nem indul a 2026-os választásokon.             | A Momentum Mozgalom bejelenti, hogy nem indul a 2026-os választásokon.             | A Momentum Mozgalom bejelenti, hogy nem indul a 2026-os választásokon.             | A Momentum Mozgalom bejelenti, hogy nem indul a 2026-os választásokon.             | A Momentum Mozgalom bejelenti, hogy nem indul a 2026-os választásokon.             | A Momentum Mozgalom bejelenti, hogy nem indul a 2026-os választásokon.             | A Momentum Mozgalom bejelenti, hogy nem indul a 2026-os választásokon.             | A Momentum Mozgalom bejelenti, hogy nem indul a 2026-os választásokon.             | A Momentum Mozgalom bejelenti, hogy nem indul a 2026-os választásokon.             | A Momentum Mozgalom bejelenti, hogy nem indul a 2026-os választásokon.             | A Momentum Mozgalom bejelenti, hogy nem indul a 2026-os választásokon.             | A Momentum Mozgalom bejelenti, hogy nem indul a 2026-os választásokon.             |
| 2025. május 28. – június 3.             | Republikon                                                                         | 34                                                                                 | 43                                                                                 | 6                                                                                  | 1                                                                                  | 0                                                                                  | 1                                                                                  | 1                                                                                  | 7                                                                                  | 6                                                                                  | 1                                                                                  |                                                                                    | 0                                                                                  | 9                                                                                  | [ 115 ]                                                                            |
| 2025. május 31.                         | A Mindeki Magyarországa Néppárt bejelenti, hogy nem indul a 2026-os választásokon. | A Mindeki Magyarországa Néppárt bejelenti, hogy nem indul a 2026-os választásokon. | A Mindeki Magyarországa Néppárt bejelenti, hogy nem indul a 2026-os választásokon. | A Mindeki Magyarországa Néppárt bejelenti, hogy nem indul a 2026-os választásokon. | A Mindeki Magyarországa Néppárt bejelenti, hogy nem indul a 2026-os választásokon. | A Mindeki Magyarországa Néppárt bejelenti, hogy nem indul a 2026-os választásokon. | A Mindeki Magyarországa Néppárt bejelenti, hogy nem indul a 2026-os választásokon. | A Mindeki Magyarországa Néppárt bejelenti, hogy nem indul a 2026-os választásokon. | A Mindeki Magyarországa Néppárt bejelenti, hogy nem indul a 2026-os választásokon. | A Mindeki Magyarországa Néppárt bejelenti, hogy nem indul a 2026-os választásokon. | A Mindeki Magyarországa Néppárt bejelenti, hogy nem indul a 2026-os választásokon. | A Mindeki Magyarországa Néppárt bejelenti, hogy nem indul a 2026-os választásokon. | A Mindeki Magyarországa Néppárt bejelenti, hogy nem indul a 2026-os választásokon. | A Mindeki Magyarországa Néppárt bejelenti, hogy nem indul a 2026-os választásokon. | A Mindeki Magyarországa Néppárt bejelenti, hogy nem indul a 2026-os választásokon. |
| 2025. május 15–23.                      | IDEA                                                                               | 37                                                                                 | 44                                                                                 | 6                                                                                  | 0                                                                                  | 0                                                                                  | 1                                                                                  | 0                                                                                  | 5                                                                                  | 4                                                                                  | 0                                                                                  | 0                                                                                  | 1                                                                                  | 7                                                                                  | [ 117 ]                                                                            |
| 2025. május 12–16.                      | Publicus                                                                           | 36                                                                                 | 43                                                                                 | 9                                                                                  | 1                                                                                  | 0                                                                                  | 0                                                                                  | 0                                                                                  | 5                                                                                  | 3                                                                                  | 0                                                                                  | 0                                                                                  | 0                                                                                  | 7                                                                                  | [ 118 ]                                                                            |
| 2025. május 8.                          | Gyurcsány Ferenc visszavonul a közélettől és a DK párt vezetéséről.                | Gyurcsány Ferenc visszavonul a közélettől és a DK párt vezetéséről.                | Gyurcsány Ferenc visszavonul a közélettől és a DK párt vezetéséről.                | Gyurcsány Ferenc visszavonul a közélettől és a DK párt vezetéséről.                | Gyurcsány Ferenc visszavonul a közélettől és a DK párt vezetéséről.                | Gyurcsány Ferenc visszavonul a közélettől és a DK párt vezetéséről.                | Gyurcsány Ferenc visszavonul a közélettől és a DK párt vezetéséről.                | Gyurcsány Ferenc visszavonul a közélettől és a DK párt vezetéséről.                | Gyurcsány Ferenc visszavonul a közélettől és a DK párt vezetéséről.                | Gyurcsány Ferenc visszavonul a közélettől és a DK párt vezetéséről.                | Gyurcsány Ferenc visszavonul a közélettől és a DK párt vezetéséről.                | Gyurcsány Ferenc visszavonul a közélettől és a DK párt vezetéséről.                | Gyurcsány Ferenc visszavonul a közélettől és a DK párt vezetéséről.                | Gyurcsány Ferenc visszavonul a közélettől és a DK párt vezetéséről.                | Gyurcsány Ferenc visszavonul a közélettől és a DK párt vezetéséről.                |
| 2025. április 9–18.                     | Republikon                                                                         | 35                                                                                 | 39                                                                                 | 7                                                                                  | 1                                                                                  | 2                                                                                  | 3                                                                                  | 1                                                                                  | 8                                                                                  | 3                                                                                  | 0                                                                                  | 0                                                                                  | 0                                                                                  | 4                                                                                  | [ 119 ]                                                                            |
| 2025. április 3–9.                      | Publicus                                                                           | 37                                                                                 | 41                                                                                 | 9                                                                                  | 2                                                                                  | 0                                                                                  | 1                                                                                  | 1                                                                                  | 5                                                                                  | 3                                                                                  | 0                                                                                  | 0                                                                                  | 0                                                                                  | 4                                                                                  | [ 120 ]                                                                            |
| 2025. április 1–7.                      | 21 Kutatóközpont                                                                   | 37                                                                                 | 51                                                                                 | 3                                                                                  | 0                                                                                  | 0                                                                                  | 0                                                                                  | 0                                                                                  | 4                                                                                  | 3                                                                                  | 0                                                                                  | 0                                                                                  | 0                                                                                  | 14                                                                                 | [ 121 ]                                                                            |
| 2025. március 26. – április 1.          | Republikon                                                                         | 33                                                                                 | 40                                                                                 | 7                                                                                  | 1                                                                                  | 1                                                                                  | 4                                                                                  | 0                                                                                  | 6                                                                                  | 5                                                                                  | 1                                                                                  | 0                                                                                  | 0                                                                                  | 7                                                                                  | [ 122 ]                                                                            |
| 2025. március 16–25.                    | Závecz Research                                                                    | 35                                                                                 | 40                                                                                 | 7                                                                                  | 2                                                                                  | 1                                                                                  | 4                                                                                  | 0                                                                                  | 6                                                                                  | 2                                                                                  | 0                                                                                  | 0                                                                                  | 0                                                                                  | 5                                                                                  | [ 123 ]                                                                            |
| 2025. március 10–12.                    | Nézőpont                                                                           | 45                                                                                 | 35                                                                                 | 4                                                                                  | 0                                                                                  | 0                                                                                  | 1                                                                                  | 0                                                                                  | 9                                                                                  | 3                                                                                  | 0                                                                                  | 0                                                                                  | 0                                                                                  | 10                                                                                 | [ 124 ]                                                                            |
| 2025. március 5–11.                     | Publicus                                                                           | 39                                                                                 | 41                                                                                 | 9                                                                                  | 2                                                                                  | 0                                                                                  | 0                                                                                  | 0                                                                                  | 5                                                                                  | 2                                                                                  | 0                                                                                  | 0                                                                                  | 0                                                                                  | 2                                                                                  | [ 125 ]                                                                            |
| 2025. március                           | Medián                                                                             | 37                                                                                 | 46                                                                                 | 3                                                                                  | 0                                                                                  | 0                                                                                  | 0                                                                                  | 0                                                                                  | 6                                                                                  | 4                                                                                  | 0                                                                                  | 0                                                                                  | 0                                                                                  | 9                                                                                  | [ 126 ]                                                                            |
| 2024. december 1. – 2025. február 28.   | Iránytű                                                                            | 39                                                                                 | 44                                                                                 | 4                                                                                  | 0                                                                                  | 0                                                                                  | 0                                                                                  | 0                                                                                  | 6                                                                                  | 4                                                                                  | 0                                                                                  | 0                                                                                  | 0                                                                                  | 5                                                                                  | [ 127 ]                                                                            |
| 2025. február 22–26.                    | Republikon                                                                         | 36                                                                                 | 38                                                                                 | 7                                                                                  | 1                                                                                  | 1                                                                                  | 1                                                                                  | 1                                                                                  | 8                                                                                  | 6                                                                                  | 1                                                                                  | 0                                                                                  | 0                                                                                  | 2                                                                                  | [ 128 ]                                                                            |
| 2025. január 20–29.                     | Publicus                                                                           | 37                                                                                 | 42                                                                                 | 9                                                                                  | 2                                                                                  | 0                                                                                  | 1                                                                                  | 0                                                                                  | 5                                                                                  | 3                                                                                  | 0                                                                                  | 0                                                                                  | 0                                                                                  | 5                                                                                  | [ 129 ]                                                                            |
| 2025. január 14–22.                     | Republikon                                                                         | 32                                                                                 | 39                                                                                 | 8                                                                                  | 2                                                                                  | 1                                                                                  | 3                                                                                  | 2                                                                                  | 7                                                                                  | 5                                                                                  | 1                                                                                  | 0                                                                                  | 0                                                                                  | 7                                                                                  | [ 130 ]                                                                            |
| 2024. december 31. – 2025. január 10.   | IDEA                                                                               | 36                                                                                 | 45                                                                                 | 5                                                                                  | 0                                                                                  | 0                                                                                  | 1                                                                                  | 0                                                                                  | 7                                                                                  | 3                                                                                  | 0                                                                                  | 1                                                                                  | 1                                                                                  | 9                                                                                  | [ 131 ]                                                                            |
| 2024. december 11–17.                   | Publicus                                                                           | 36                                                                                 | 42                                                                                 | 9                                                                                  | 2                                                                                  | 0                                                                                  | 1                                                                                  | 0                                                                                  | 5                                                                                  | 3                                                                                  | 0                                                                                  | 0                                                                                  | 0                                                                                  | 6                                                                                  | [ 132 ]                                                                            |
| 2024. november 28. – december 5.        | Republikon                                                                         | 31                                                                                 | 37                                                                                 | 7                                                                                  | 3                                                                                  | 1                                                                                  | 4                                                                                  | 2                                                                                  | 8                                                                                  | 5                                                                                  | 1                                                                                  | 0                                                                                  | 0                                                                                  | 6                                                                                  | [ 133 ]                                                                            |
| 2024. december 9–11.                    | Nézőpont                                                                           | 47                                                                                 | 37                                                                                 | 5                                                                                  | 0                                                                                  | 0                                                                                  | 1                                                                                  | 0                                                                                  | 4                                                                                  | 3                                                                                  | 0                                                                                  | 0                                                                                  | 0                                                                                  | 10                                                                                 | [ 134 ]                                                                            |
| 2024. december                          | Századvég                                                                          | 42                                                                                 | 34                                                                                 | 5                                                                                  | 1                                                                                  | 0                                                                                  | 3                                                                                  | 0                                                                                  | 7                                                                                  | 7                                                                                  | 0                                                                                  | 0                                                                                  | 0                                                                                  | 8                                                                                  | [ 135 ]                                                                            |
| 2024. november 29. – december 6.        | IDEA                                                                               | 37                                                                                 | 43                                                                                 | 5                                                                                  | 0                                                                                  | 0                                                                                  | 1                                                                                  | 0                                                                                  | 6                                                                                  | 3                                                                                  | 0                                                                                  | 1                                                                                  | 1                                                                                  | 6                                                                                  | [ 136 ]                                                                            |
| 2024. november 20–30.                   | Závecz Research                                                                    | 35                                                                                 | 39                                                                                 | 6                                                                                  | 2                                                                                  | 1                                                                                  | 3                                                                                  | 0                                                                                  | 7                                                                                  | 4                                                                                  | 0                                                                                  | 1                                                                                  | 1                                                                                  | 4                                                                                  | [ 137 ]                                                                            |
| 2024. november 25–27.                   | Real-PR 93                                                                         | 44                                                                                 | 36                                                                                 | 5                                                                                  | 0                                                                                  | 0                                                                                  | 1                                                                                  | 0                                                                                  | 7                                                                                  | 3                                                                                  | 0                                                                                  | 0                                                                                  | 0                                                                                  | 8                                                                                  | [ 138 ]                                                                            |
| 2024. november 14–19.                   | Századvég                                                                          | 40                                                                                 | 35                                                                                 | 5                                                                                  | 1                                                                                  | 0                                                                                  | 2                                                                                  | 0                                                                                  | 7                                                                                  | 9                                                                                  | 0                                                                                  | 0                                                                                  | 0                                                                                  | 5                                                                                  | [ 139 ]                                                                            |
| 2024. november 20–26.                   | Medián                                                                             | 36                                                                                 | 47                                                                                 | 4                                                                                  | 0                                                                                  | 0                                                                                  | 1                                                                                  | 0                                                                                  | 6                                                                                  | 4                                                                                  | 0                                                                                  | 0                                                                                  | 1                                                                                  | 11                                                                                 | [ 140 ]                                                                            |
| 2024. november 19–22.                   | Társadalomkutató                                                                   | 45                                                                                 | 37                                                                                 | 2                                                                                  | 1                                                                                  | 0                                                                                  | 1                                                                                  | 0                                                                                  | 6                                                                                  | 6                                                                                  | 0                                                                                  | 0                                                                                  | 1                                                                                  | 8                                                                                  | [ 141 ]                                                                            |
| 2024. november 14–19.                   | Publicus                                                                           | 38                                                                                 | 39                                                                                 | 9                                                                                  | 3                                                                                  | 0                                                                                  | 2                                                                                  | 0                                                                                  | 5                                                                                  | 3                                                                                  | 0                                                                                  | 0                                                                                  | 0                                                                                  | 1                                                                                  | [ 142 ]                                                                            |
| 2024. november 11–13.                   | Nézőpont                                                                           | 46                                                                                 | 34                                                                                 | 5                                                                                  | 1                                                                                  | 0                                                                                  | 1                                                                                  | 0                                                                                  | 8                                                                                  | 4                                                                                  | 0                                                                                  | 0                                                                                  | 1                                                                                  | 12                                                                                 | [ 143 ]                                                                            |
| 2024. október 31. – november 8.         | IDEA                                                                               | 38                                                                                 | 41                                                                                 | 6                                                                                  | 0                                                                                  | 0                                                                                  | 1                                                                                  | 0                                                                                  | 7                                                                                  | 3                                                                                  | 0                                                                                  | 0                                                                                  | 1                                                                                  | 3                                                                                  | [ 144 ]                                                                            |
| 2024. október 28. – november 4.         | Medián                                                                             | 39                                                                                 | 46                                                                                 | 3                                                                                  | 1                                                                                  | 0                                                                                  | 1                                                                                  | 1                                                                                  | 6                                                                                  | 3                                                                                  | 0                                                                                  | 0                                                                                  | 0                                                                                  | 7                                                                                  | [ 145 ]                                                                            |
| 2024. október 28–30.                    | Real-PR 93                                                                         | 44                                                                                 | 35                                                                                 | 6                                                                                  | 0                                                                                  | 0                                                                                  | 1                                                                                  | 0                                                                                  | 7                                                                                  | 4                                                                                  | 0                                                                                  | 0                                                                                  | 0                                                                                  | 9                                                                                  | [ 146 ]                                                                            |
| 2024. október                           | Republikon                                                                         | 37                                                                                 | 36                                                                                 | 7                                                                                  | 3                                                                                  | 0                                                                                  | 4                                                                                  | 0                                                                                  | 8                                                                                  | 4                                                                                  | 0                                                                                  | 0                                                                                  | 0                                                                                  | 1                                                                                  | [ 147 ]                                                                            |
| 2024. október                           | Századvég                                                                          | 43                                                                                 | 34                                                                                 | 4                                                                                  | 2                                                                                  | 0                                                                                  | 2                                                                                  | 0                                                                                  | 7                                                                                  | 7                                                                                  | 0                                                                                  | 0                                                                                  | 0                                                                                  | 9                                                                                  | [ 148 ]                                                                            |
| Változás: 2024. június 9. – október 29. | Vox Populi                                                                         | -4,3%                                                                              | +9,9%                                                                              | -4,1%                                                                              | -4,1%                                                                              | -4,1%                                                                              | -1,3%                                                                              | 0%                                                                                 | +0,1%                                                                              | -0,6%                                                                              | 0%                                                                                 | 0%                                                                                 | 0%                                                                                 | –                                                                                  | [ 149 ]                                                                            |
| 2024. október 11–18.                    | Publicus                                                                           | 37                                                                                 | 39                                                                                 | 8                                                                                  | 2                                                                                  | 0                                                                                  | 2                                                                                  | 1                                                                                  | 4                                                                                  | 4                                                                                  | 1                                                                                  | 0                                                                                  | 0                                                                                  | 2                                                                                  | [ 150 ]                                                                            |
| 2024. október 14–17.                    | Nézőpont                                                                           | 46                                                                                 | 35                                                                                 | 5                                                                                  | 1                                                                                  | 0                                                                                  | 1                                                                                  | 0                                                                                  | 6                                                                                  | 3                                                                                  | 0                                                                                  | 0                                                                                  | 1                                                                                  | 11                                                                                 | [ 151 ]                                                                            |
| 2024. október 9–11.                     | 21 Kutatóközpont                                                                   | 40                                                                                 | 42                                                                                 | 4                                                                                  | 1                                                                                  | 0                                                                                  | 2                                                                                  | 1                                                                                  | 5                                                                                  | 4                                                                                  | 0                                                                                  | 0                                                                                  | 0                                                                                  | 2                                                                                  | [ 152 ]                                                                            |
| 2024. szeptember 27. – október 7.       | IDEA                                                                               | 39                                                                                 | 37                                                                                 | 7                                                                                  | 0                                                                                  | 0                                                                                  | 2                                                                                  | 0                                                                                  | 7                                                                                  | 4                                                                                  | 0                                                                                  | 1                                                                                  | 1                                                                                  | 2                                                                                  | [ 153 ]                                                                            |
| 2024. szeptember 28.– október 8.        | Závecz Research                                                                    | 39                                                                                 | 35                                                                                 | 7                                                                                  | 2                                                                                  | 0                                                                                  | 3                                                                                  | 1                                                                                  | 5                                                                                  | 4                                                                                  | 1                                                                                  | 1                                                                                  | 1                                                                                  | 4                                                                                  | [ 154 ]                                                                            |
| 2024. szeptember 16–18.                 | Nézőpont                                                                           | 47                                                                                 | 33                                                                                 | 8                                                                                  | 8                                                                                  | 8                                                                                  | 1                                                                                  | 1                                                                                  | 6                                                                                  | 2                                                                                  | 0                                                                                  | 1                                                                                  | 1                                                                                  | 14                                                                                 | [ 155 ]                                                                            |
| 2024. szeptember 9–11.                  | Nézőpont                                                                           | 45                                                                                 | 35                                                                                 | 6                                                                                  | 6                                                                                  | 6                                                                                  | 3                                                                                  | 0                                                                                  | 5                                                                                  | 4                                                                                  | 0                                                                                  | 0                                                                                  | 0                                                                                  | 10                                                                                 | [ 156 ]                                                                            |
| 2024. augusztus 28. – szeptember 6.     | IDEA                                                                               | 39                                                                                 | 34                                                                                 | 8                                                                                  | 1                                                                                  | 1                                                                                  | 2                                                                                  | 1                                                                                  | 7                                                                                  | 3                                                                                  | 0                                                                                  | 0                                                                                  | 1                                                                                  | 5                                                                                  | [ 157 ]                                                                            |
| 2024. szeptember 3–10.                  | Medián                                                                             | 43                                                                                 | 39                                                                                 | 3                                                                                  | 3                                                                                  | 3                                                                                  | 2                                                                                  | 1                                                                                  | 4                                                                                  | 3                                                                                  | 0                                                                                  | 1                                                                                  | 1                                                                                  | 4                                                                                  | [ 158 ]                                                                            |
| 2024. augusztus 21–31.                  | Závecz Research                                                                    | 42                                                                                 | 33                                                                                 | 8                                                                                  | 2                                                                                  | 0                                                                                  | 2                                                                                  | 1                                                                                  | 7                                                                                  | 2                                                                                  | 1                                                                                  | 1                                                                                  | 0                                                                                  | 9                                                                                  | [ 159 ]                                                                            |
| 2024. július 24–31.                     | IDEA                                                                               | 41                                                                                 | 34                                                                                 | 8                                                                                  | 1                                                                                  | 0                                                                                  | 2                                                                                  | 1                                                                                  | 6                                                                                  | 3                                                                                  | 0                                                                                  | 1                                                                                  | 1                                                                                  | 7                                                                                  | [ 160 ]                                                                            |
| 2024. július 15–17.                     | Nézőpont                                                                           | 47                                                                                 | 29                                                                                 | 8                                                                                  | 8                                                                                  | 8                                                                                  | 1                                                                                  | 1                                                                                  | 9                                                                                  | 5                                                                                  | 0                                                                                  | 0                                                                                  | 0                                                                                  | 18                                                                                 | [ 161 ]                                                                            |
| 2024. július 4–10.                      | Medián                                                                             | 43                                                                                 | 31                                                                                 | 9                                                                                  | 9                                                                                  | 9                                                                                  | 3                                                                                  | 1                                                                                  | 7                                                                                  | 5                                                                                  | 0                                                                                  | 1                                                                                  | 0                                                                                  | 12                                                                                 | [ 162 ]                                                                            |
| 2024. július 4–9.                       | Republikon                                                                         | 41                                                                                 | 31                                                                                 | 7                                                                                  | 3                                                                                  | 0                                                                                  | 4                                                                                  | 1                                                                                  | 5                                                                                  | 6                                                                                  | 0                                                                                  | 1                                                                                  | 0                                                                                  | 10                                                                                 | [ 163 ]                                                                            |
| 2024. június 19–27.                     | IDEA Intézet                                                                       | 41                                                                                 | 32                                                                                 | 8                                                                                  | 1                                                                                  | 0                                                                                  | 3                                                                                  | 1                                                                                  | 6                                                                                  | 3                                                                                  | 0                                                                                  | 1                                                                                  | 2                                                                                  | 9                                                                                  | [ 164 ]                                                                            |
| 2024. június 9.                         | EP-választás                                                                       | 44,82                                                                              | 29,60                                                                              | 8,03                                                                               | 8,03                                                                               | 8,03                                                                               | 3,70                                                                               | 0,99                                                                               | 6,71                                                                               | 3,59                                                                               | 0,87                                                                               | 0,64                                                                               | 0,68                                                                               | 15,22                                                                              | [ 165 ]                                                                            |
| 2024. június 6–8.                       | 21 Kutatóközpont                                                                   | 44                                                                                 | 32                                                                                 | 8                                                                                  | 8                                                                                  | 8                                                                                  | 3                                                                                  | 0                                                                                  | 7                                                                                  | 4                                                                                  | 0                                                                                  | 1                                                                                  | 1                                                                                  | 12                                                                                 | [ 166 ]                                                                            |
| 2024. június 3–5.                       | Publicus                                                                           | 43                                                                                 | 25                                                                                 | 15                                                                                 | 15                                                                                 | 15                                                                                 | 4                                                                                  | 2                                                                                  | 5                                                                                  | 4                                                                                  | 1                                                                                  | 0                                                                                  | 1                                                                                  | 28                                                                                 | [ 167 ]                                                                            |
| 2024. június 1–5.                       | Medián                                                                             | 50                                                                                 | 27                                                                                 | 9                                                                                  | 9                                                                                  | 9                                                                                  | 3                                                                                  | 1                                                                                  | 5                                                                                  | 4                                                                                  | 1                                                                                  | 0                                                                                  | 1                                                                                  | 23                                                                                 | [ 168 ]                                                                            |
| 2024. május 24. – június 2.             | Závecz Research                                                                    | 45                                                                                 | 27                                                                                 | 11                                                                                 | 11                                                                                 | 11                                                                                 | 4                                                                                  | 1                                                                                  | 5                                                                                  | 3                                                                                  | 2                                                                                  | 1                                                                                  | 1                                                                                  | 18                                                                                 | [ 169 ]                                                                            |
| 2024. május 27–29.                      | Medián                                                                             | 48                                                                                 | 29                                                                                 | 7                                                                                  | 7                                                                                  | 7                                                                                  | 5                                                                                  | 1                                                                                  | 6                                                                                  | 2                                                                                  | 0                                                                                  | 1                                                                                  | 1                                                                                  | 19                                                                                 | [ 170 ]                                                                            |